# Vandpeberrod
Vandpeberrod (Rorippa amphibia) er en flerårig, 40-120 cm høj plante i korsblomst-familien. Blomsterne er 9-11 mm med gule kronblade. Skulperne er elliptiske og 3-6 mm lange. I Danmark findes Vandpeberrod hist og her i den sydlige del af landet ved mudrede bredder af vandhuller og vandløb.